# Литовско-российские отношения
Литовско-российские отношения установлены в 1991 году. Страны имеют общую границу. Обе страны являются членами ООН и ОБСЕ. Россия по состоянию на 2017 год являлась главным партнёром Литвы как по импорту, так и по экспорту. Литва также важна для РФ, так как через её территорию осуществляется связь между Калининградской областью и остальной территорией России. Двусторонние политические отношения остаются напряжёнными, так как Литва входит в НАТО и ввела санкции против России, а РФ ответила эмбарго на литовское продовольствие. 4 апреля 2022 года Литва приняла решение о понижении дипломатических отношений с Россией, реагируя на вторжение России на Украину. Посол Литвы в России Эйтвидас Баярунас отозван из Москвы, посол России Алексей Исаков в Вильнюсе также был выслан из Литвы.

## Отношения РСФСР/СССР и Литвы
22 декабря 1918 года декретом Совета народных комиссаров РСФСР признала Литовскую советскую республику, позднее вошедшую в Литбел.
В 1920 году по Московскому договору РСФСР признала независимость Литовской Республики. В 1926 году в Москве между Литвой и СССР был подписан договор о ненападении и нейтралитете сроком на 5 лет, который продлевался.
В 1939 году был заключён Договор о передаче Литовской Республике города Вильно и Виленской области и о взаимопомощи между Советским Союзом и Литвой. В 1940 году последовало присоединение Прибалтики к СССР.

## Современные отношения

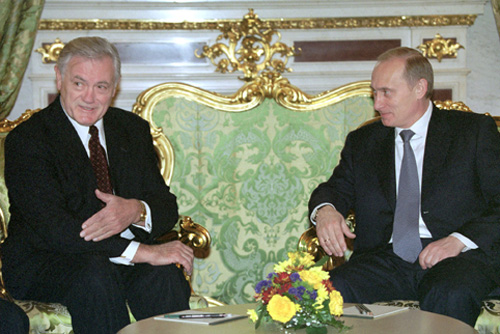
Валдас Адамкус и Владимир Путин. 2001 год.

Официальные визиты глав литовского государства в Россию состоялись в 1997 (А. Бразаускас) и 2001 году (В. Адамкус).
Пограничный инцидент
В сентябре 2005 между двумя государствами разгорелся скандал в связи с нарушением 15 сентября воздушного пространства Литвы российским истребителем Су-27, летевшим с аэродрома Лодейное Поле (Ленинградская область) над акваторией Балтийского моря на Чкаловский аэродром близ Калининграда. Самолёт разбился на поле у деревни Йотишкяй Шакяйского района Литвы. Пилот истребителя майор Валерий Троянов, которому удалось катапультироваться, был задержан и стал фигурантом расследования. В Минобороны РФ утверждали, что истребитель нарушил границу из-за отказа навигационного оборудования. МИД Литвы вручил посольству России ноту протеста. Официальные власти Литвы не верили, что лётчик случайно сбился с курса, его даже подозревали в шпионаже.
6 октября Валерий Троянов был освобождён из-под домашнего ареста и вернулся на родину после того, как литовская генпрокуратура прекратила расследование в отношении него. Литовская межведомственная комиссия пришла к выводу, что катастрофа была связана с «совокупностью технических, организационных и человеческих факторов».
Запрет советской символики
В июне 2008 парламент Литвы принял закон, уравнивающий нацистскую и советскую символику и запрещающий её публичное использование: она «может восприниматься как пропаганда нацистских и коммунистических оккупационных режимов». Под действие литовского закона также попадает исполнение современного гимна России: «Запрещено демонстрирование флагов и гербов, знаков и униформ нацистской Германии, СССР, Литовской ССР, а также соответствующей символики, являвшейся составными частями атрибутики „диктаторских режимов“». Отдельной строкой прописан запрет на использование «символов и униформ нацистских и коммунистических организаций».
Литва — одна из немногих стран бывшего СССР (наряду с Латвией, Эстонией и Грузией), глав которых Д. Медведев не поздравил с Новым 2012 годом.
В 2012 году Литва возобновила деятельность комиссии по оценке последствий преступлений «нацистского и советского оккупационных режимов», чтобы подготовить почву для переговоров с РФ о возмещении ущерба Литве.
На начало 2017 года заморожены все контакты между двумя странами на политическом уровне.
В 2018 году страны обменялись «чёрными списками», по спору из-за «списка Магнитского».
11 апреля 2019 МИД Литвы принял решение отозвать своего посла в России Р. Мотузаса для консультаций, так как он становится «уязвимым» ("Посол отзывается для консультаций из-за уязвимости, обусловленной угрозами, которые получило посольство, сотрудники посольства и посол после приговора в «деле 13 января»).
Понижение дипломатических отношений (2022)
4 апреля 2022 года Литва приняла решение о понижении дипломатических отношений, реагируя на агрессивные действия России на Украине. Посол России в Вильнюсе должен будет покинуть Литву, посол Литвы в РФ отзывается из Москвы. Также Литва закрывает консульство России в Клайпеде. 21 апреля Россия закрыла Генеральное консульство Литвы в Санкт-Петербурге.
10 мая 2022 года Сейм Литвы признал Россию террористическим государством.
8 июня 2022 года депутат Госдумы РФ от партии «Единая Россия» Евгений Фёдоров предложил отменить постановление Госсовета СССР от 6 сентября 1991 года «О признании независимости Литовской Республики».
С 18 июня по 23 июля 2022 года Литва запрещала транзит грузов через свою территорию между российской Калининградской областью и остальной территорией России в рамках европейских санкций, наложенных на Россию за её вторжение на Украину
В сентябре 2022 года Литва, наряду с Латвией, Эстонией и Польшей (а позднее — и Финляндией), приняли решение запретить въезд гражданам России по шенгенским визам, в том числе выданным третьими странами.

### Экономические отношения

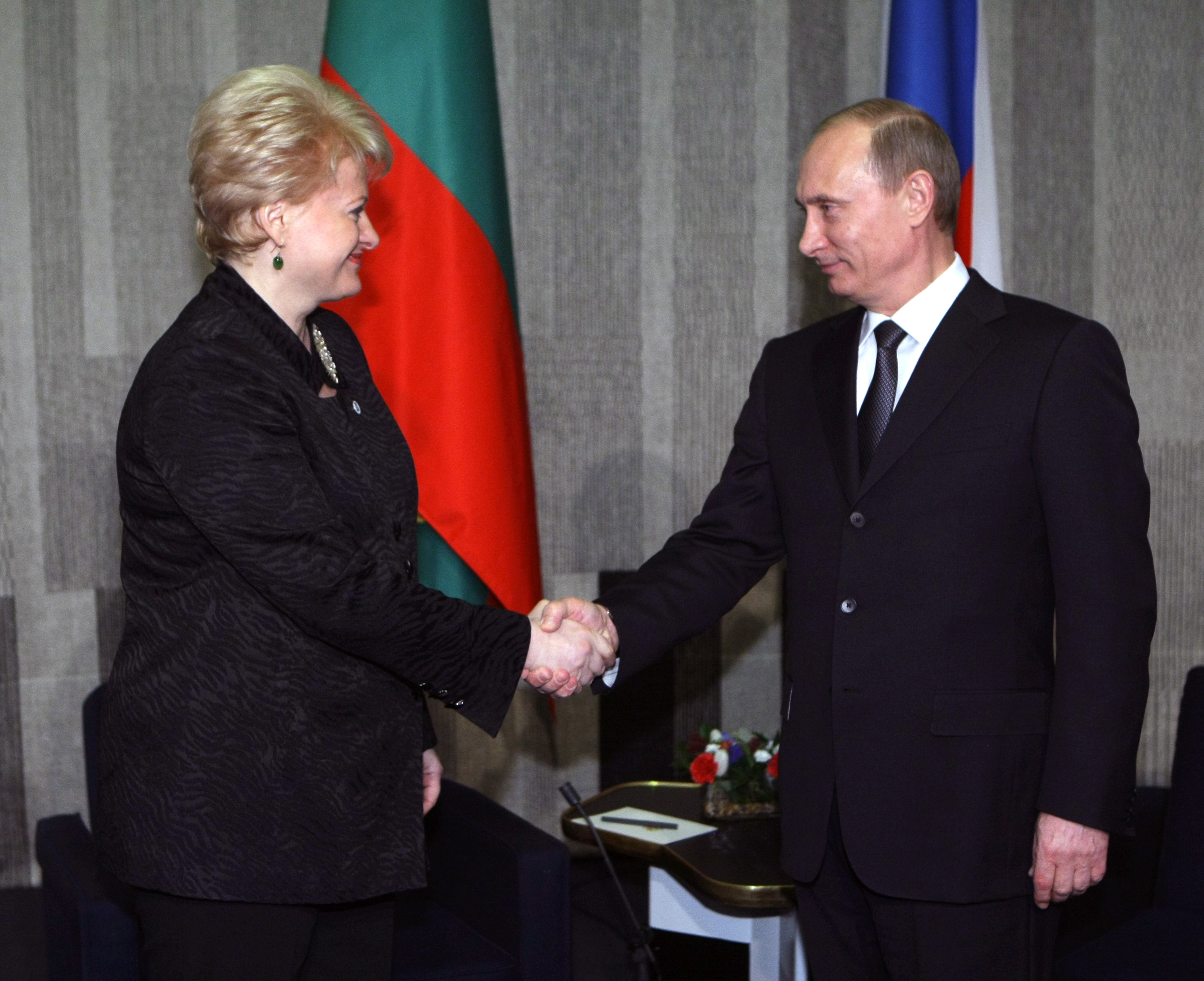
Даля Грибаускайте и Владимир Путин. 2010 год.

Доля Литвы в экспорте РФ в 2010 году составила 0,9 %, в импорте — 0,4 %.
Среди внешнеторговых партнеров России Литва находилась на 26-м месте (0,7 %).
По данным литовской статистики 2012 г., РФ являлась главным торговым партнером Литвы как по экспорту (15,6 %), так и по импорту (32,6 %). В 2012 году на Россию пришлось 32,3 % импорта и 18,6 % экспорта Литвы (у других прибалтийских стран эти показатели в 2012 году были много ниже — доля России в импорте Эстонии составила только 7,3 %, в импорте Латвии — 9,5 %, в экспорте — 12,1 % и 11,5 % соответственно).
После аннексии Крыма Россией и начала войны в Донбассе, Литва — один из активных сторонников введения санкций Евросоюза в отношении России.
На эти санкции Россия ввела эмбарго на поставку некоторых продовольственных товаров из Литвы.
По итогам 2015 года — товарооборот между странами упал на 40 %.
В 2015 году Литва закрыла пассажирские железнодорожные маршруты Вильнюс — Санкт-Петербург и Вильнюс — Москва.
С 3 июня 2024 года правительство Литвы закрыло доступ на внутренний рынок для более чем 2,8 тыс. наименований сельхозтоваров из России и Белоруссии.
После подключения Литвы к европейской энергосистеме 24 февраля 2025 года был начат демонтаж линии электропередачи Круонис — Советск.

## Договоры о границах
Литва подписала с Россией договоры о сухопутной и морской (в районе Калининграда) границах в октябре 1997 года.
Заключение пограничного договора с Литвой прошло более или менее гладко, в основном потому, что границы Литовской ССР, установленные после Второй мировой войны, охватывают гораздо большую территорию, чем границы довоенной Литовской Республики:
в октябре 1939 года СССР передал Литве Виленский край и Вильно (историческая столица Литвы), захваченные Польшей в 1920−1921 гг.,
в январе 1945 Литовской ССР был передан Мемель (Клайпеда), аннексированный Третьим рейхом в марте 1939; эти области составляют около 30 % современной территории Литвы.

## Российские соотечественники в Литве и литовцы в России

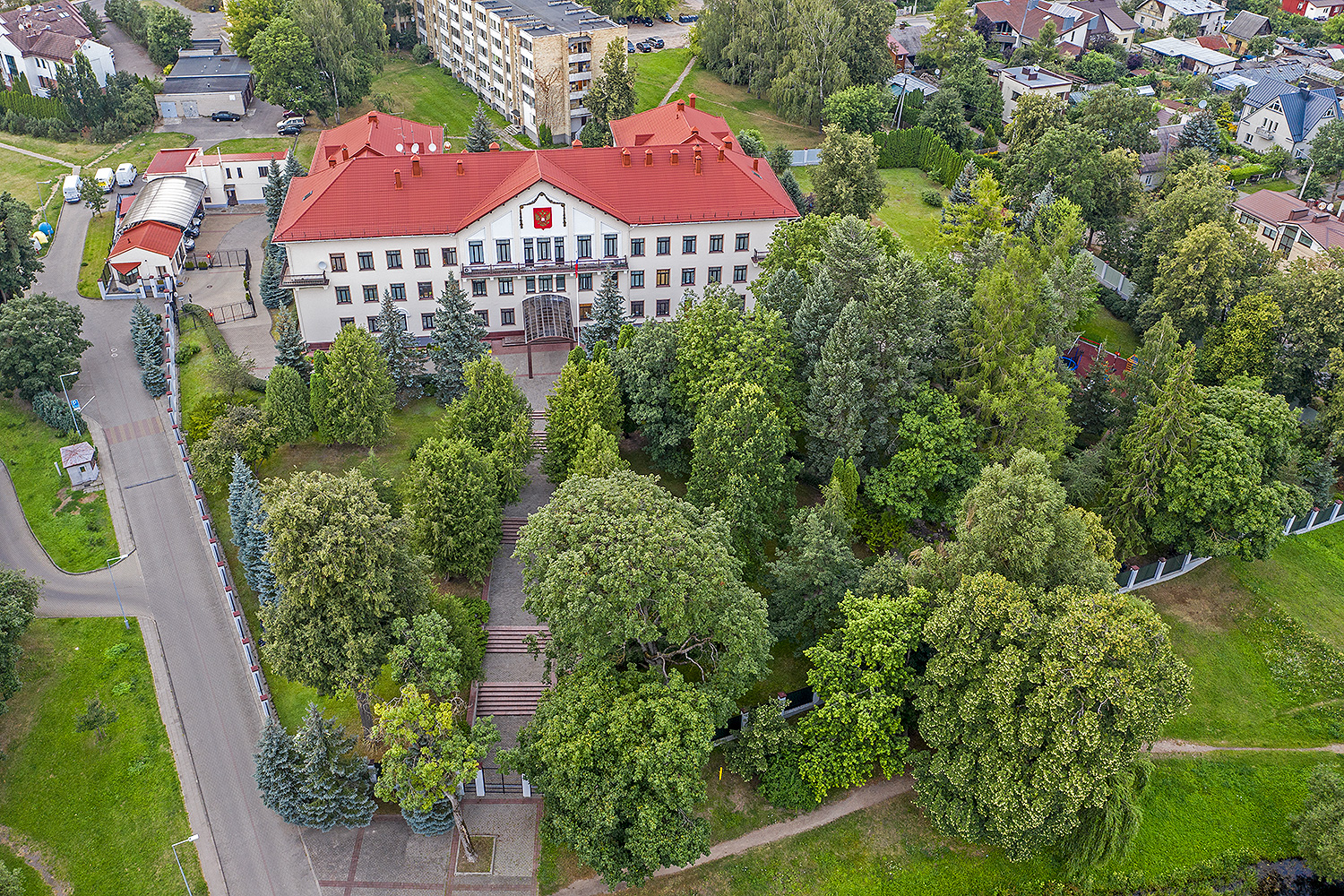
Посольство России в Литве

На 1 января 2011 г. в стране проживало около 165 тыс. этнических русских. Имеют статус национального меньшинства; среди национальных меньшинств Литвы русская община занимает второе место, уступая лишь полякам. Немногим менее 90 % российских соотечественников имеют литовское гражданство, а 10,6 % (17,5 тыс. чел.) — гражданство России.
В России в 2002 году проживало 4583 гражданина Литвы. В 2010 году по данным переписи в РФ жили 31 377 этнических литовцев.